# Pyramidoptereae
Tribu
Les Pyramidoptereae sont une tribu de plantes à fleurs de la sous-famille des Apioideae dans la famille des Apiaceae.

## Nom
La tribu des Pyramidoptereae est décrite en 1872 par le botaniste suisse Edmond Boissier.

## Liste des genres
La tribu des Pyramidoptereae comprend vingt-neuf genres selon NCBI :
| - Ammoides Adans. - Astomaea Rchb. - Bunium L. - Cyclospermum Lag. - Crithmum L. - Elaeosticta Fenzl - Galagania Lipsky - Gongylotaxis Pimenov & Kljuykov - Hellenocarum H. Wolff - Hyalolaena Bunge - Indoschulzia Pimenov & Kljuykov - Kosopoljanskia Korovin - Lagoecia L. - Lipskya (Koso-Pol.) Nevski - Mogoltavia Korovin | - Muretia Boiss. - Notiosciadium Speg. - Oedibasis Koso-Pol. - Oreoschimperella Rauschert - Ormopterum Schischk. - Postiella Kljuykov - Pyramidoptera Boiss. - Scaligeria DC. - Schrenkia Fisch. & C. A. Mey. - Schtschurowskia Regel & Schmalh. - Schulzia Spreng. - Sison L. - Tamamschjanella Pimenov & Kljuykov - Trachyspermum Link |

Selon GRIN:
| - Albovia Schischk. =~ Scaligeria DC. - Ammoides Adans. - Astoma DC. = Astomaea Rchb. - Astomaea Rchb. - Astomatopsis Korovin = Astomaea Rchb. - Buniella Schischk. = Bunium L. - Bunium L. - Ciclospermum Lag., orth. var. = Cyclospermum Lag. - Crithmum L. - Cyclospermum Lag. - Diaphycarpus Calest. = Bunium L. - Elaeosticta Fenzl - Elwendia Boiss. - Galagania Lipsky - Gongylotaxis Pimenov & Kljuykov - Hellenocarum H. Wolff - Hyalolaena Bunge - Hymenolyma Korovin = Hyalolaena Bunge - Indoschulzia Pimenov & Kljuykov ~ Schulzia Spreng. | - Kosopoljanskia Korovin ( - Lagoecia L. - Lipskya (Koso-Pol.) Nevski - Mogoltavia Korovin - Muretia Boiss. - Notiosciadium Speg. - Oedibasis Koso-Pol. - Oreoschimperella Rauschert - Ormopterum Schischk. - Postiella Kljuykov ~ Scaligeria DC. - Pyramidoptera Boiss. - Scaligeria DC. - Schimperella H. Wolff = Oreoschimperella Rauschert - Schrenkia Fisch. & C. A. Mey. - Schtschurowskia Regel & Schmalh. - Schulzia Spreng. - Sison L. - Tamamschjanella Pimenov & Kljuykov ( - Wallrothia Spreng. = Bunium L. |